# Iuri Gomes
Iuri Queli Tomás Medeiros Almeida Gomes (nascut l'11 d'octubre de 1996) és un futbolista portuguès d'origen angolès que juga al Vila Real com a davanter.

## Carrera futbolística
El 21 de gener de 2015, Gomes va fer el seu debut professional amb Rio Ave FC en un partit de la Taça da Liga 2014-15 contra l'Académica.

## Personal
És un nebot de Gil. El fill de Gil i cosí de Iuri, Angel Gomes, és també futbolista professional, sorgit del futbol formatiu del Manchester United FC.